# Tobias Svanelid
Carl Tobias Svanelid, född 22 maj 1975 i Nacka, är en svensk journalist och radioman. Han är för de flesta främst känd som en välkänd röst i Sveriges Radio P1, där han har arbetat som programledare, producent och redaktör för Vetenskapsradion Historia sedan starten år 2000. 2020 utsågs Svanelid till hedersdoktor vid Stockholms universitet för sina insatser för att förmedla historievetenskapliga rön till den breda allmänheten.